# Teresa Ricou
Maria Teresa Madeira Ricou ou Teté, a mulher-palhaço  (Praia da Granja, 12 de novembro de 1946 —) é uma artista portuguesa ligada às artes circenses.
Conhecida por Teté, a mulher-palhaço — desde que criou essa personagem, no início da década de 1980 — Teresa Ricou é a mentora do Chapitô, uma instituição particular sem fins lucrativos que promove, através das artes do espetáculo, sobretudo as artes circenses, a integração social de jovens em situação de fragilidade social.

## Biografia
Teresa Ricou é filha de Eduardo Ricou, médico dermatologista, e da sua esposa brasileira, Alda, passou a infância e parte da adolescência em Angola, onde o pai liderava a luta contra a lepra. Aos 16 saiu de casa dos pais, viajando para a metrópole. Aos 18 foi viajar pela Europa e só regressou definitivamente a Portugal depois do 25 de Abril de 1974. Viveu em Inglaterra, onde se fixou em finais da década de 1960, e depois em França, já em princípios dos anos 70. Nesses anos teve os mais variados empregos — desde empregada de mesa e de balcão, hospedeira de bordo ou vendedora de jornais. 
A partir de 1971 Teresa Ricou interessou-se pelas artes circenses. Obteve formação nessa especialidade, entre 1971 e 1973, na Escola de Circo da Hungria, em Budapeste, e a seguir na Escola de Mímica Jean Jacques Lecocq, em Paris. Fez também um curso de vídeo, com Jean Rouche, no Musée de l’Homme (Paris).
Quando voltou a Portugal, em 1974, passou a apresentar-se ao lado do Palhaço Luciano, chefe dos Faz-Tudo, do Coliseu dos Recreios, e de Mariano Franco, o Mestre do Sapateado. Participou em espetáculos por todo o país, em festivais de música, teatro e circo. Criou em seguida a Escola de Circo Mariano Franco, num espaço dedicado à animação circense, cedido pela Santa Casa da Misericórdia de Lisboa. Foi responsável por ações de dinamização cultural e de recuperação de jovens em situação de risco e por espetáculos de intervenção e animação em bairros carenciados, em parceria com a Junta de Freguesia de Santa Catarina (Lisboa). A criação da sua figura da mulher-palhaço Teté data do início da década de 1980.
Foi igualmente funcionária da Secretaria de Estado da Cultura, onde criou o Departamento de Circo (1978).
É em 1981 que inicia o projeto Chapitô, de que é diretora desde então. Essa associação destina-se à promoção da educação e da formação profissional através das artes e dos ofícios do espetáculo, com forte intervenção a nível da integração social e comunitária. À frente do Chapitô, Teresa Ricou seria ainda a principal impulsionadora da criação, pelo Chapitô, da Escola Profissional de Artes e Ofícios do Espetáculo, cuja criação foi aprovada pelo governo de Aníbal Cavaco Silva, em 1991.
Em 1998 foi atribuído a Teresa Ricou o Prix de L’Initiative da Fondation du Crédit Coopératif e, em 2005, o Silver Rose Solidarity Award.